# Родзевич, Мария
Мари́я Родзе́вич (Родзевичувна; пол. Maria Rodziewiczówna; 11 февраля (30 января ст.ст.) 1863 — 16 ноября 1944) —  польская, белорусская писательница, одна из самых известных прозаиков межвоенного периода.

## Биография
Мария Родзевич родилась в дворянской семье в 1863 г. Её родители, Генрик Родзевич и Амелия (урожд. Курзеницкая) за помощь участникам польского восстания 1863 года, выразившуюся в хранении оружия, были сосланы в Сибирь, а поместье Пенюга под Волковыском — конфисковано. Матери, в качестве исключения, разрешили воспитывать ребёнка до 2 месяцев (по другой версии - до 10 дней), затем Мария была отдана под опеку родственников. В 1871 г., после амнистии, родители вернулись из Сибири и поселились в Варшаве, где оказались в очень тяжёлом материальном положении. Мария начала работать, давала частные уроки. В 1875 г. Хенрик Родзевич унаследовал имение имение Грушево на Полесье (1533 га, из которых 1/3 - пашни) от своего бездетного брата Теодора, что обеспечило относительное благосостояние семьи.
Мария училась в Варшаве в пансионате Кучинской. В конце 1876 г. начала учиться в Язловце, в пансионате у монашек. Воспитывалась в религиозно-патриотической атмосфере, что наложило отпечаток на всею её жизнь. Под влиянием настоятельницы Марцелины Даровской стала писать стихи («Цвет лотоса»). Через три года вернулась в семью.
В 1881 г., после смерти отца, унаследовала имение Грушево, и постепенно взяла управление им в свои руки. В 1887 г. формально стала хозяйкой имения, обременённого многими долгами, сделанными отцом и дядей, кроме того, материально поддерживала брата и сестру. Отношения её с местными православными белорусскими крестьянами складывались непросто. В усадьбе крестьяне получали  медицинскую помощь. В 1937 г. по случаю 50-летия управления Грушевым (и 50-летия литературного творчества местные крестьяне подарили Родзевич альбом с посвящением «праведной даме и матери". После смерти бабушки, матери и сестры в середине 1890-х гг. писательница некоторое время жила в имении в союзе с Хеленой Вейхерт, её называют первым бучем в польской литературе. Коротко стриглась, одевалась по-мужски. Затем они переехали в Варшаву, продолжая хозяйствовать в Грушеве. Путешествовала (Рим, Ривьера, Мюнхен, Швеция, Норвегия).
В 1905 г. начала активную общественную деятельность (социальная напряженность, рабочая бедность остро травмировали её). В 1906 г. основала женское тайное общество «Уния». Внесла вклад в открытие продуктового магазина в Варшаве и магазина народных товаров. Во время Первой мировой войны в Варшаве участвовала в организации военного госпиталя, а также помогала в организации дешевых кухонь для интеллигенции и братской академической помощи. В 1915 г. ненадолго вернулась в Грушову, заботясь о беженцах.
В Варшаве Родзевич продолжала в зимние месяцы жить с Хеленой Вейхерт, в то время как в Грушеве в 1919 г. место Вейхерт заняла другая женщина, представленная как дальняя родственница и партнёр писателя - Ядвига Скирмунттовна (Скирмунт). Эти отношения были описаны Скирмунттовной в её мемуарах немецким словом Wahlverwandtschaft, означающим «духовное родство» / «родство по выбору». Их объединяла и общая работа над польским национальным возрождением в Полесье. Затворничество в полесском имении снискало ей у критиков прозвище "зубр в юбке".
В 1919–1920 гг. инициировала ряд общественных мероприятий в Грушеве, основав сельскохозяйственный клуб, построив паровую баню. Во время польско-большевистской войны оказалась в Варшаве, где работала секретарем в Главном комитете Польского Красного Креста и была назначена командиром Женского комитета Добровольческой помощи Львову города Варшавы. За свою деятельность в этой области она была награждена Почетным знаком «Орлентао» с дипломом, подписанным генералом Тадеушем Розвадовски. После окончания боевых действий вернулась в Грушево.
В межвоенный период пыталась продолжить образовательную и общественную деятельность (например, организовала Польский дом в Антополе, а также профинансировала ремонт в Кобринской государственной гимназии). Консерватор, католичка и националист, она идеологически связывала сохранение польства на Кресах с ролью большой земельной собственности и католической церкви. Она писала, что «есть две силы, которым нужно отдавать все и ничего не брать взамен, - это Бог и Отечество». Стала соучредителем Союза фермерского дворянства. Организовала сбор средств на строительство костела, посвященного апостолу Полесья - святителю Андрею Боболе. Освящение совершил епископ Пиньский Казимеж Букраба в начале 1939 г. Храм закрыли после Второй мировой войны, устроив в нём пожарную часть. Между тем, местные власти потребовали от неё передать часть земельной собственности для нужд общины. Критически относилась к евреям, которых считала эксплуататорами (имея в виду ростовщичество), в значительной степени способствовавшими бедности полесских деревень и финансовым проблемам приграничных землевладельцев. Это часто отражалось в её сочинениях, где фигурирует образ плохого еврея, но иногда у неё появляется и добрый еврей.
В октябре 1939 г. бежала из Грушева, занятого Красной армией. Её дом был разграблен, а библиотека сожжена . Некоторое время вместе со Скирмунт находилась в пересыльном лагере в Лодзи, заботясь о солагерниках и заслужив их любовь. Последние годы жила а Варшаве, в бедности. Во время Варшавского восстания её опекали друзья и повстанцы.
```
За два месяца до её смерти кинематографистам Армии Крайовой удалось запечатлеть Родзевич на фото, которые вошли в фильм «Варшавское восстание, 44». Один из них, Марек Гордон, много лет спустя описал эту встречу. "Она едва могла говорить, это было с большим трудом. Однако она жестом предложила нам подойти ближе к кровати, и когда мы сказали, кто мы такие, она заплакала, коснувшись повязок наших повстанцев. «Мальчики, мальчики, - мягко сказала она. - «Так вы действительно польские журналисты? Читаю повстанческие газеты... пишу... работаю... » - её голос прерывался. - "Мы победим..."
[
6
]
.
```

После поражения восстания покинула Варшаву и жила у друзей, в Желязной, в домике лесника в Леонове. Мария Родзевич умерла от пневмонии в ноябре 1944 года. Похоронена сначала в Желязной, перезахоронена на Повонзковском кладбище.

## Творчество
Автор реалистических романов с сентименталистской, психологической и этической тенденцией о жизни восточнопольской шляхты и интеллигенции в XIX и XX веках. Певец этоса польской шляхты Восточного Приграничья (Кресов) ("поляки должны быть аристократами, а не хамами"; "будем гордиться, ведь мы последние оставшиеся в этом мире рыцари").
```
Критик прогресса: " Это будет ужасно, потому что то, что сейчас является болезнью, будет общим состоянием человечества. Возмездие придет за то, чем гордятся homo sapiens. Человеческий мир закончится вырождением тела и безумием разума. Прогресс, цивилизация, изобретения, борьба за существование, науки, искусства, роскошь, комфорт - все эти ступени ведут к беспорядку тела и души, к безумию и смерти в жизни".
```

Её произведения часто идеализировали сельскую жизнь в лесной глуши и полесское крестьянство ("Местный крестьянин серый, как лес, тихий, как вода, спокойный и апатичный, как песок"); утверждала, что "природа воспитывает людей, а человек подобен своей земле".
```
Проза Родзевич выразительно сентенциозна (напр.: "Вы знаете, когда мужчина тупо тратит время? Когда ему жалко себя"; "Одиночество - это признак старости, но я все равно ненавижу компанию. Люди не наполняют жизнь, они только вносят в нее хаос").
```

Дебютировала в литературе в 1882 г., опубликовав под псевдонимом Марио две новеллы «Гамма чувств», «Из блокнота репортёра» (у обеих были подзаголовки на французском языке) в одном из варшавских журналов. В 1884 г. под тем же псевдонимом опубликовала в журнале «Świt» рассказ «Язон Бобровский», а годом позже, рассказ «Farsa pany». Популярность к ней пришла после победы в литературном конкурсе журнала «Świt», со своим романом «Страшный дедушка» (1886), который был опубликован в 1887 г. на страницах львовского «Dzienika Lwowskego», а затем в книжном издательстве в Варшаве. Эту популярность развила победа Родзевич в конкурсе романов, организованный изданием «Куранты Варшавски» (1888). Её роман «Дивайтис» был опубликован на страницах «Куранты Варшавски». В 1889 г. роман вышел в книжном издательстве и был переведен на 9 европейских языков (1890—1891). «Дивайтис» был очень хорошо принят современной литературной критикой, его заметили все крупные журналы, рецензенты (среди них Мария Конопницкая). Замеченный ими талант автора критики хвалили за патриотические и общественные тенденции, но в то же время критиковали художественную простоту произведения. Эту популярность Родзевич укрепили её дальнейшие книги, опубликованные как в Царстве Польском, так и в Галиции: «Między ustami a brzegiem pucharu» (1888), «Pożary i zgliszcza» (1893), «Z głuszy» (1895).
Опубликовала около 30 книг; за продуктивность её прозвали "Сенкевич в юбке". 

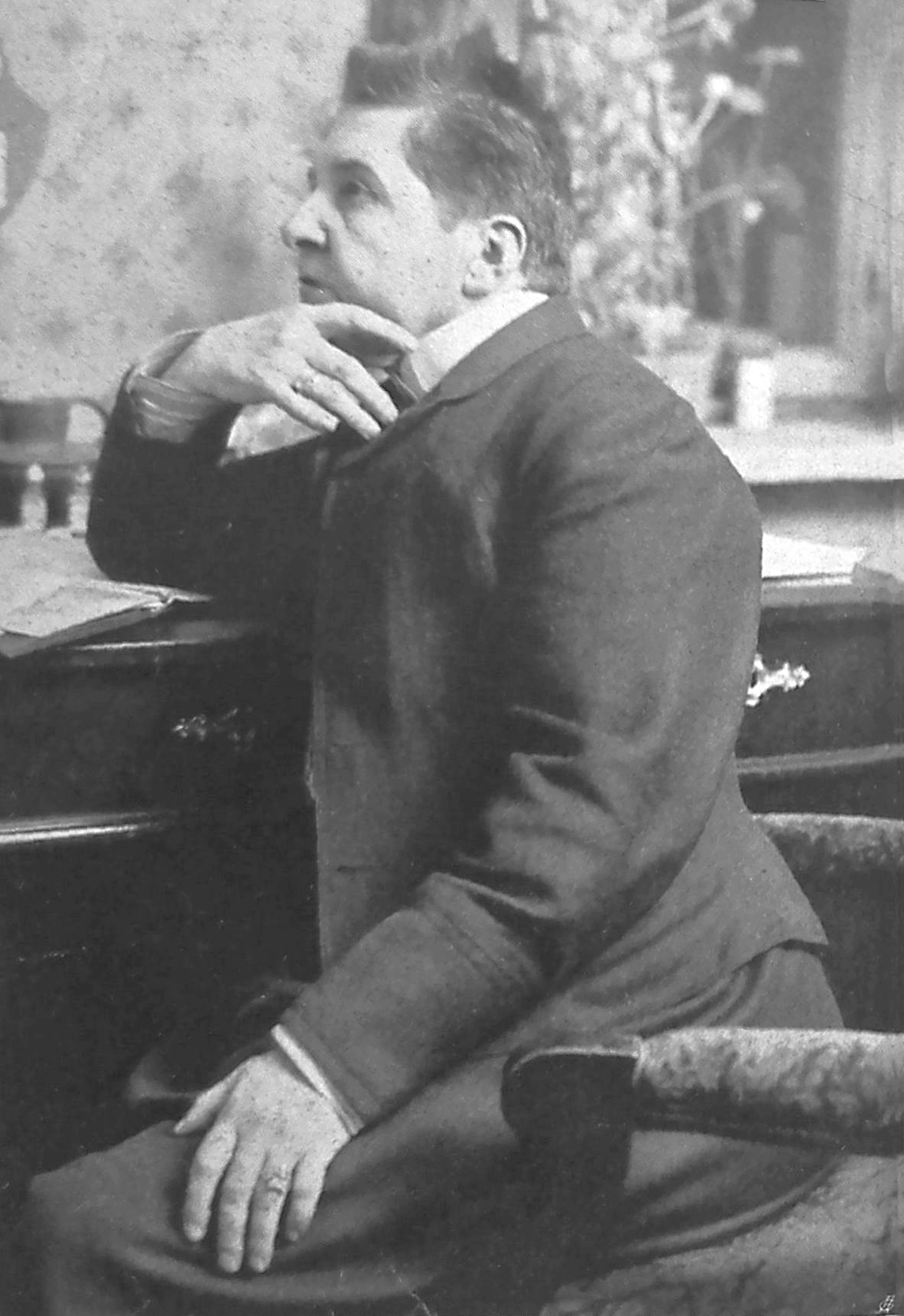
Мария Родзевич (Родзевичувна). 1911 г.

По её произведениям был снят ряд кинофильмов: «Флориан» (1938), «Вереск» (1938) и «Между устами и краем бокала» (1987), сериал "Lato lesnych ludzi" (1985).
Была членом Варшавского теософического общества.

## Награды
- Командорский крест Ордена Возрождения Польши (1937)
- Офицерский крест Ордена Возрождения Польши (1924)
- Золотые академические лавры
- Литературная премия имени Элизы Ожешко (1934).